# Харьковская духовная семинария
Ха́рьковская духо́вная семина́рия — православное духовное учебное заведение Русской православной церкви, действовавшее в Российской империи с 1817 по 1917 год. До официального учреждения семинарии в Харькове действовал коллегиум для выходцев из всех сословий. После открытия Харьковского Императорского университета коллегиум был закрыт, а преподавательский состав переведён в новоучреждённую семинарию с шестилетним сроком обучения для лиц духовного звания. 
В 1993 году в Харькове было учреждено одноимённое духовное учреждение Украинской православной церкви (Московского патриархата), готовящее церковно- и священнослужителей. 
Небесным покровителем семинарии провозглашён апостол Иоанн Богослов. 

## История

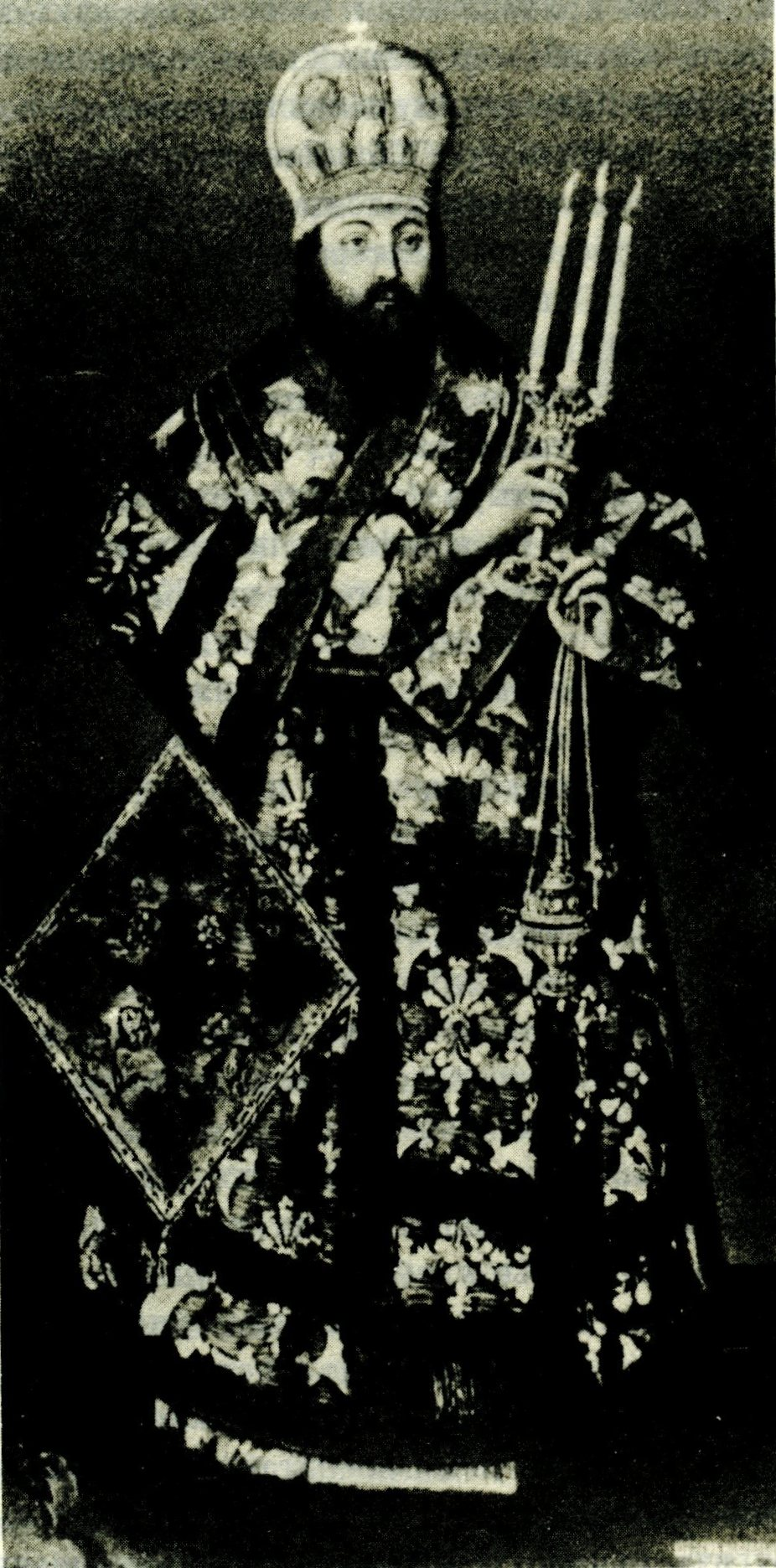
Епифаний (Тихорский), епископ Белгородский и Обоянский

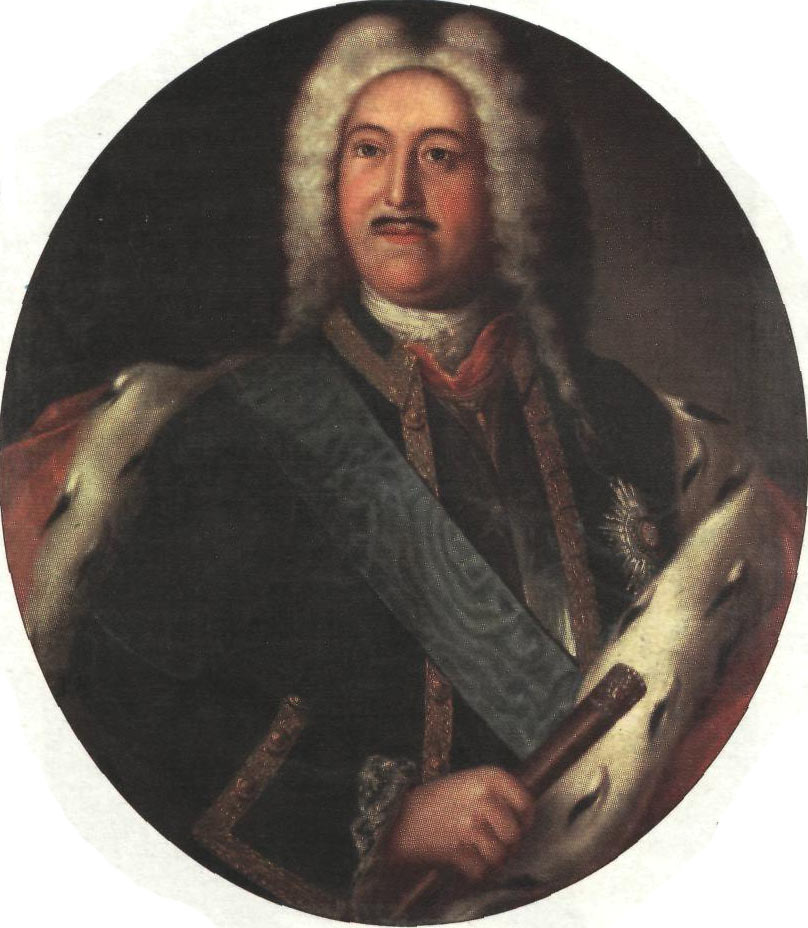
Князь Михаил Голицын

### Харьковский коллегиум
В 1726 году Белгородский епископ Епифаний (Тихорский), по просьбе князя Михаила Голицына, переводит славяно-греко-латинскую духовную школу, основанную в 1721 году и состоявшую при Николаевском Белгородском монастыре. До переноса школы в Харьков она была известна как Белгородский коллегиум. В 1726 году был организован училищный Покровский монастырь, архимандриты которого занимали должность ректора Коллегиума. Училищным монастырь оставался до 1799 года. В 1729 году к монастырю была приписана Покровская церковь.
В 1734 году школа, в которой предполагалось обучение представителей всех сословий, получила статус Коллегиума.

### Харьковская духовная семинария (1817—1917)
В 1817 году Харьковский коллегиум был преобразован в семинарию третьего разряда для обучения лиц духовного звания, оставлением прежнего названия. В 1840 году коллегиум был официально переименован в Харьковскую духовную семинарию с 6-летним сроком обучения. До 1917 года находилась на Холодной Горе на улице Семинарской. Каменное здание в этом районе было построено в 1851 году по проекту архитектора Андрея Тона. В дальнейшем при семинарии была открыта церковно-приходская школа и общежитие для учащихся. В 1917 году семинария была закрыта.
В советское время в здании семинарии была открыта школа красных старшин, а чуть позднее территория была передана ХВВКИУ РВ — Харьковскому высшему военному командно-инженерному училищу ракетных войск имени Маршала Советского Союза Н. И. Крылова. Военные покинули эту территорию в 2007 году, в настоящее время она заброшена, в помещении бывшей санитарной части училища действует храм Смоленской Иконы Божией Матери.

### Возрождение семинарии

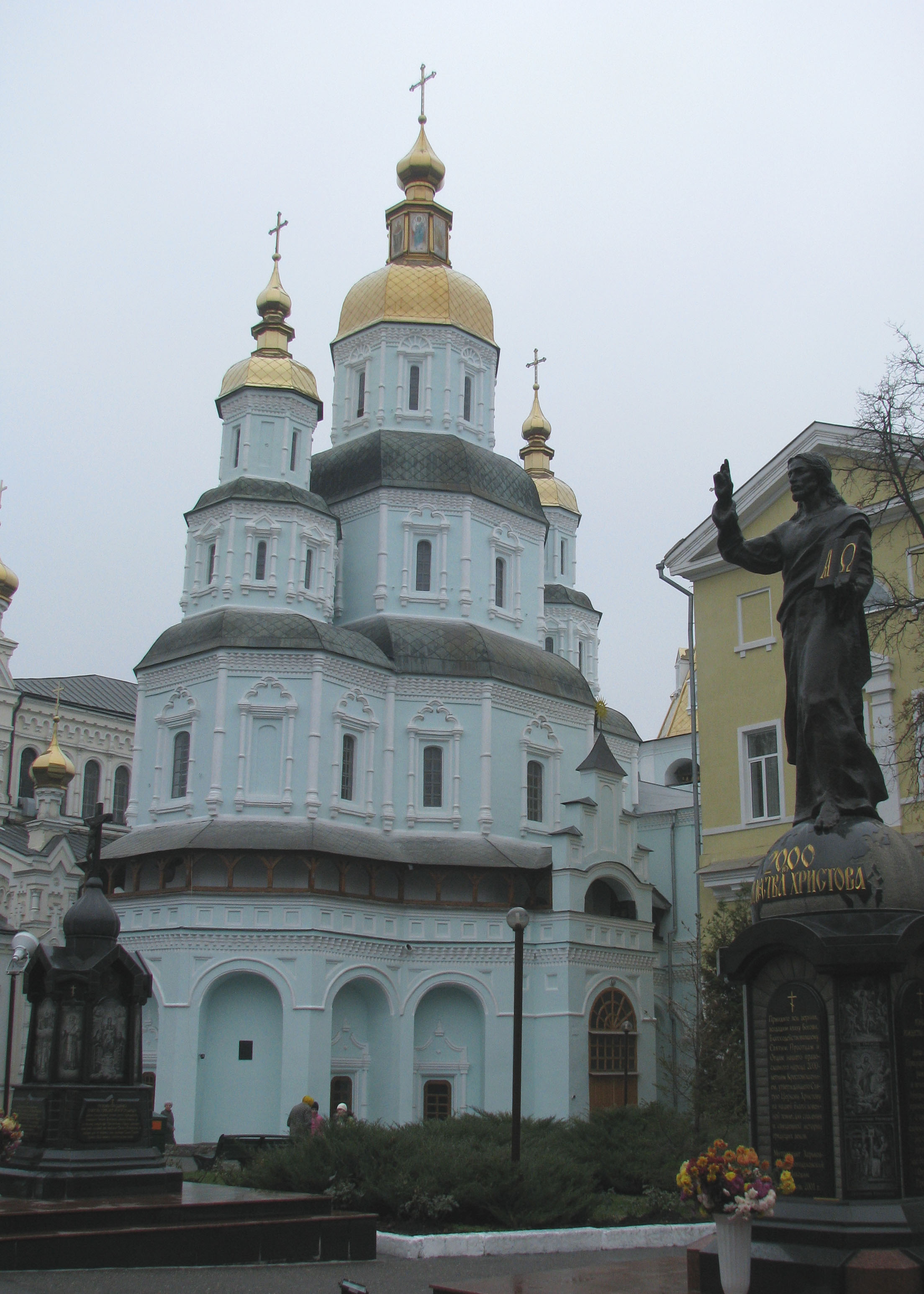
Свято-Покровский монастырь

Возрождённая семинария располагается в Покровском монастыре.
18 сентября 1993 года рапортом № 628 Митрополита Харьковского Никодима Блаженнейший Митрополит Киевский и всея Украины Владимир извещался об открытии двухгодичного Духовного училища.
19 октября 1993 года открытие двухгодичного пастырского богословское училища при Харьковском Епархиальном Управлении утверждено Решением Священного Синода Украинской Православной Церкви.
Постановлением Священного Синода УПЦ № 36 от 12 сентября 1996 г. училище было реорганизовано в Харьковскую Духовную Семинарию со сроком обучения 4 года. Первый инспектор семинарии — прот. Василий Каюн.
Первый выпуск (26 человек) состоялся 21 мая 1997 года.
Духовное училище, располагавшееся в Свято-Покровском монастыре, после реорганизации в семинарию переведено в новопостроенное здание воскресной школы при Свято-Петро-Павловском храме Харькова. В 2000 г. семинария вновь переведена на территорию Свято-Покровского монастыря в здание, ранее принадлежавшее военкомату.
В 2001 году при Харьковской духовной семинарии открыта иконописная школа.
10 октября 2002 г. при семинарии открыт филиал Богословско-педагогических курсов Православного педагогического общества г. Киева для подготовки преподавателей воскресных школ и преподавателей Закона Божьего для других учебных заведений.

## Современное состояние
Инспектор — протоиерей Валентин Николаевич Ковальчук.
При семинарии действуют богословско-педагогические курсы (3-летний срок обучения) и иконописная школа. Издаётся журнал Вестник Харьковской духовной семинарии (периодичность 1-2 раза в год).

## Ректоры
Харьковский коллегиум

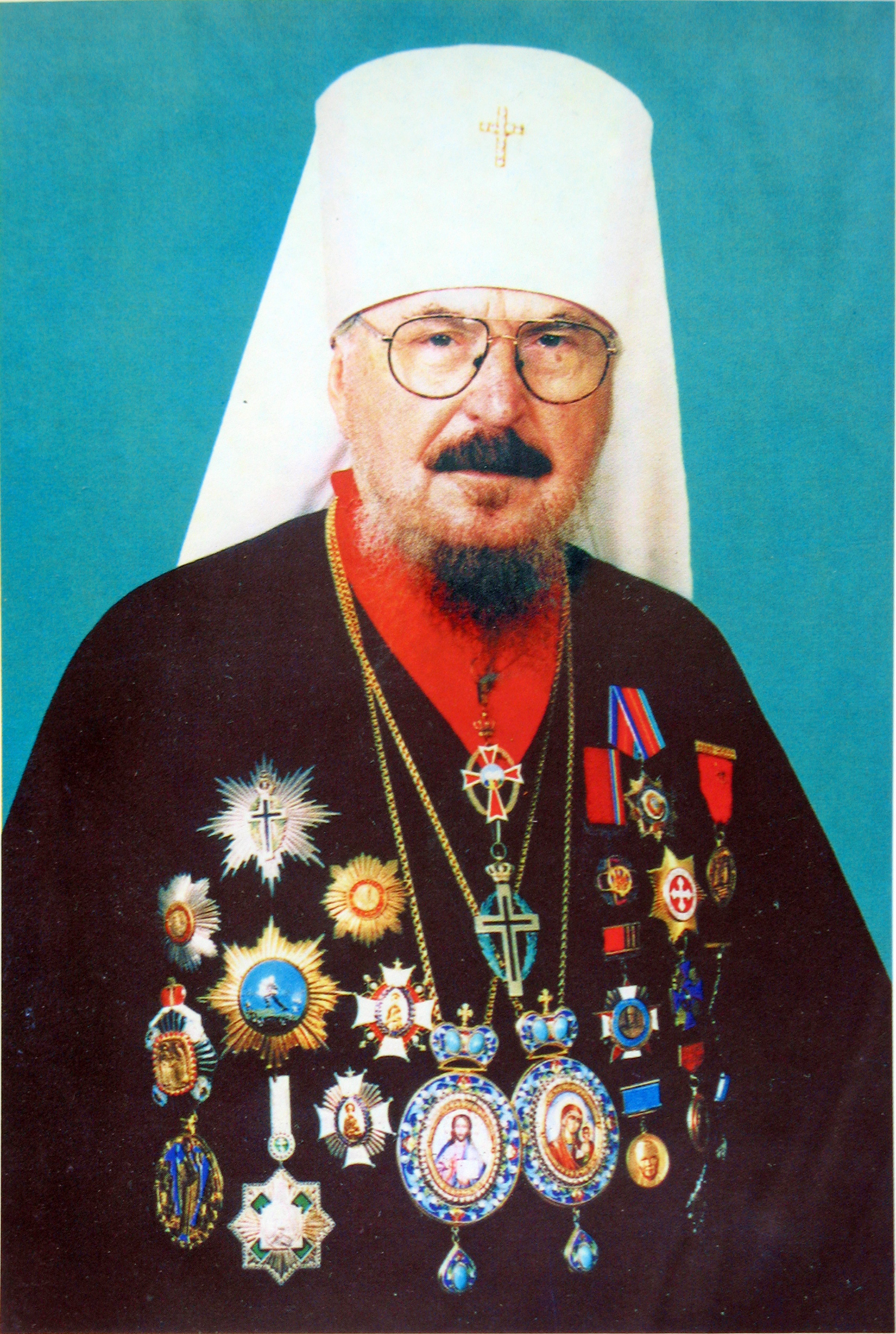
Митрополит Никодим (Руснак)

- Архимандрит Платон (Малиновский) (1726—1727)
- Архимандрит Варлаам (Тицинский) (1728—1731)
- Архимандрит Митрофан (Слотвинский) (1731—1738)
- Архимандрит Афанасий (Топольский) (22 сентября 1742 — март 1744)[3]
- Архимандрит Гедеон (Антонский) (30 апреля 1744—1753)
- Архимандрит Рафаил (Мокренский) (1753—1758)
- Архимандрит Константин (Бродский) (1758—1763)
- Архимандрит Иов (Базилевич) (1763—1770)
- Архимандрит Лаврентий (Кордет) (1770—1775)
- Архимандрит Варлаам (Мисловский) (1777—1779)
- Архимандрит Василий (Базилевич) (1779—1798)
- Архимандрит Досифей (1798—1800)
- Протоиерей Андрей Семёнович Прокопович (1801—1825)
- Архимандрит Тимофей (Котлярев) (1825—1827)
- Архимандрит Афанасий (Соколов) (1827—1830)
- Архимандрит Иоанн (Оболенский) (1830—1842)

Семинария (1840—1917)
- Архимандрит Иоанн (Оболенский) (1830—1842)
- Архимандрит Филофей (Успенский) (1 июля — сентябрь 1842)
- Архимандрит Агафангел (Соловьев) (1842—1845)
- Архимандрит Парфений (Попов) (1845—1848)
- Архимандрит Израиль (Лукин) (1848—1851)
- Архимандрит Венедикт (Курковский) (1851—1854)
- Архимандрит Герасим (Добросердов) (1855—1859)
- Архимандрит Агапит (Лопатин) (1860—1864)
- Архимандрит Вениамин (Платонов) (1864—1872)
- Протоиерей Василий Фёдорович Энеидов (1872—1878)
- Протоиерей Михаил Иванович Разногорский (1878—1883)
- Протоиерей Иоанн Александрович Кратиров (1883—1893)
- Протоиерей Александр Васильевич Мартынов (1893—1894)
- Протоиерей Иоанн Павлинович Знаменский (1894—1905)
- Протоиерей Алексей Михайлович Юшков (1905—1917)

Возрождённая семинария (с 1996 года)
- Митрополит Никодим (Руснак) (1996—2011)
- Архиепископ Онуфрий (Лёгкий) (с 20 июля 2012)